# Plaza Canadá
Se denomina Plaza Canadá a la plaza ubicada en la Ciudad Autónoma de Buenos Aires frente a la estación Retiro del ferrocarril General San Martín. La plaza está delimitada por las avenidas Ramos Mejía, Antártida Argentina y las calles San Martín y Zuviría.

## Historia
La plaza se inauguró el 1º de julio de 1961, decidiendo, la entonces Municipalidad de Buenos Aires, nombrarla «Plaza Canadá», en atención a lo cual, el embajador de dicho país en ese momento, Richard Plant Bower, tuvo la iniciativa de gestionar la donación de un tótem tradicional canadiense para ser emplazado en el lugar. La plaza fue coronada por un tótem kwakiutl, tallado por Henry y Tony Hunt, indígenas del norte de la isla de Vancouver. El tótem fue un regalo de Canadá a Buenos Aires. El que llegó a Buenos Aires era un poste de tipo conmemorativo y heráldico, perteneciente al clan Geeksem de la tribu Kwakiutl. Allí, entre otras figuras, aparecían el águila, la ballena asesina, el lobo marino, el castor y el ave caníbal (hok hok).

### Tótem canadiense original
El tótem se convirtió en el punto más notable de la plaza y en motivo de atracción turística. Fue realizado en seis meses por un equipo de tallistas indígenas de la tribu Kwakiutl de la isla de Vancouver, quienes trabajaron por cuenta del Museo Provincial de la Columbia Británica en Canadá. Su altura era de veinte metros además de 1,50 metros de la base que se introduce en el suelo. Pesaba cuatro toneladas. Su diámetro era de un metro en la base y disminuía hasta sesenta centímetros en la parte más alta.
Todas las figuras fueron talladas y policromadas en una pieza de cedro rojo, alternando tres colores base: rojo, blanco y negro. Se respetaba la forma cilíndrica del tronco del árbol que le da origen, condicionando en este caso el material a la forma resultante. Las siete figuras principales que forman la talla y que identifican al clan Geeksem son, en orden descendente: el águila, el león marino, la nutria marina, la ballena; luego el castor, el hok-hok, un ave caníbal, y un rostro humano, representando al jefe.
El monumento fue embarcado en septiembre de 1964, en el buque S.S. Mornaciele; ese mismo año arribó a Buenos Aires y fue instalado en la plaza, en el centro de un gran estanque rectangular. La inauguración se realizó en marzo de 1965, con asistencia del Intendente Municipal, Francisco Rabanal, el encargado de negocios de la Embajada de Canadá y otras autoridades.

### Deterioro y talado del tótem
La Embajada de Canadá entregó precisas instrucciones a la Municipalidad sobre el mantenimiento al que debería ser sometido regularmente el tótem: repintado con una pintura a prueba de humedad y con varias capas para cerrar los poros de la madera, además de aplicarse un fungicida de buena marca, tanto en la parte inferior, hasta un metro de altura, como bajo el suelo, y también a la parte apoyada sobre la base de cemento. Estas aplicaciones deberían repetirse cada cinco años.
El plan de mantenimiento no se cumplió, a consecuencia de lo cual el monumento sufrió graves deterioros con el paso de los años.[cita requerida] En el año 2008 el Gobierno de la Ciudad, presidido por Mauricio Macri, determinó que el tótem sería removido para su restauración. 
El ministro de cultura de la Ciudad Autónoma de Buenos Aires, Hernán Lombardi, declaró en ese momento «La restauración será pública para despertar la conciencia sobre la preservación de nuestro patrimonio».
En febrero de 2008, en vez de retirar el monumento de su plataforma, este fue talado con una motosierra a cuarenta centímetros del piso, quedando en la plaza, tapado con una carpa durante una semana. Finalmente fue aserrado en pedazos para trasladarlo a una dependencia de la Dirección de Monumentos y Obras de Arte de la Ciudad (MOA). Para el 2012 los trozos del monumento permanecían a la intemperie en un playón de la Ciudad. Félix de Alzaga, director del MOA desde 2009 admite los errores de su área: «Lamentablemente eso fue lo que hicieron con el tótem...».
En marzo de 2009 Lombardi viajó a Canadá declarando que, dado que el tótem «estaba muy destruido», buscaría allí negociar su reposición.[cita requerida] Tras su tala la plaza permaneció sin su tótem durante 4 años.

### Segundo Tótem
Cuatro años después del talado del monumento original, el domingo 12 de agosto de 2012, las autoridades porteñas colocaron un nuevo tótem en la Plaza Canadá. Su realización fue gestionada por la Embajada de Canadá, y realizada en Vancouver por un grupo de especialistas, que incluyó a Stan Hunt, quien pertenece a la comunidad Kwakiutl, y es hijo del artista que había tallado el tótem anterior.
El nuevo tótem fue realizado en una sola pieza de cedro, y tiene de 12,9 metros de altura, notablemente más pequeño que su predecesor. Incluye formas zoomorfas en negro, verde, rojo, blanco y amarillo.
Durante el acto de emplazamiento del nuevo Tótem se realizó una danza ceremonial indígena. La ceremonia contó con la presencia de la embajadora de Canadá, Gwyneth Kutz, junto a miembros del gobierno de la Ciudad de Buenos Aires.

## Galería de imágenes

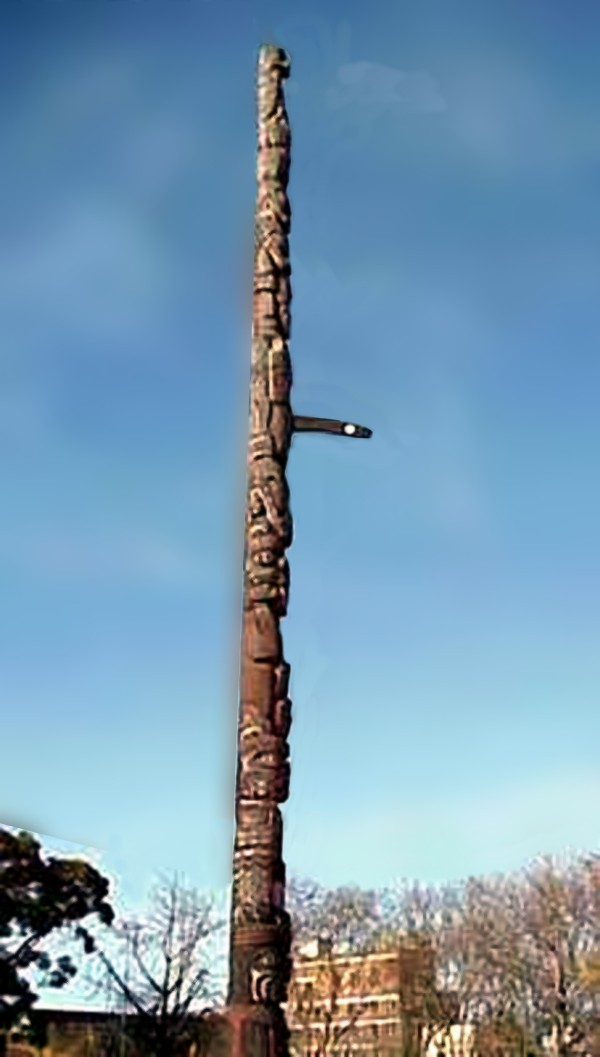
Tótem original de 1961 de la Plaza Canadá en 2004
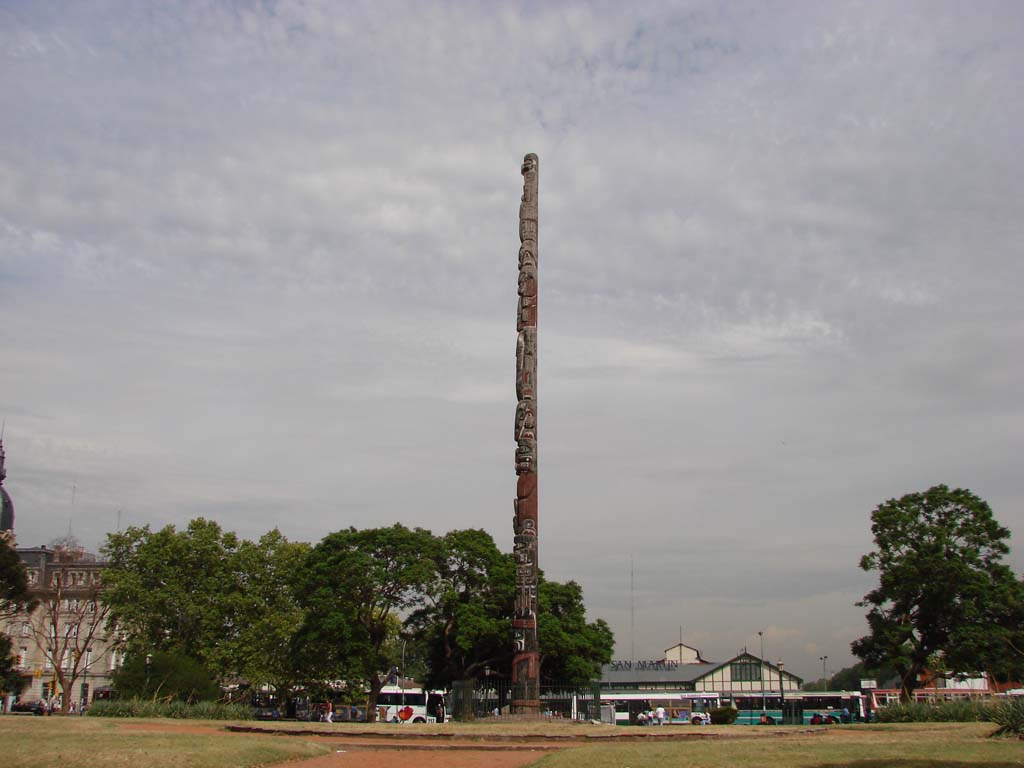
Vista de la Plaza Canadá con el totem original en 2006. El pico del ave «hok-hok» ya había desaparecido.
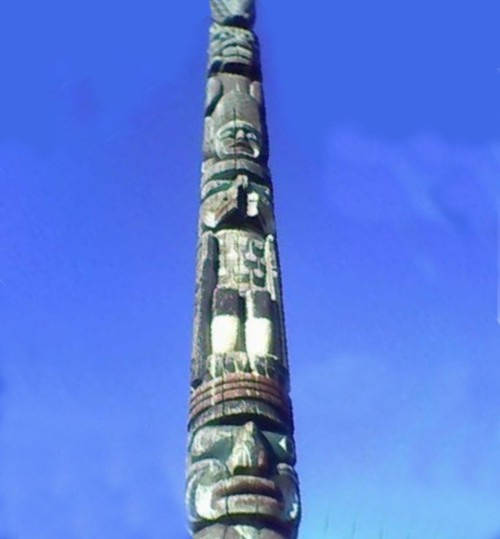
Detalle del tótem original en 2007. Se observa el encastre para el pico del ave «hok-hok» que ya no está.
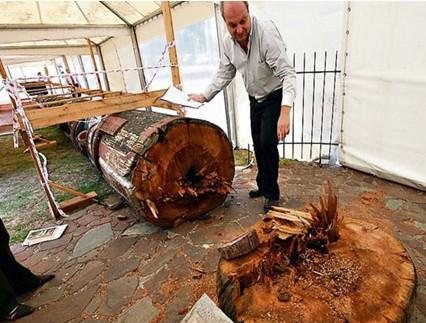
El tótem original luego de ser talado en febrero de 2008
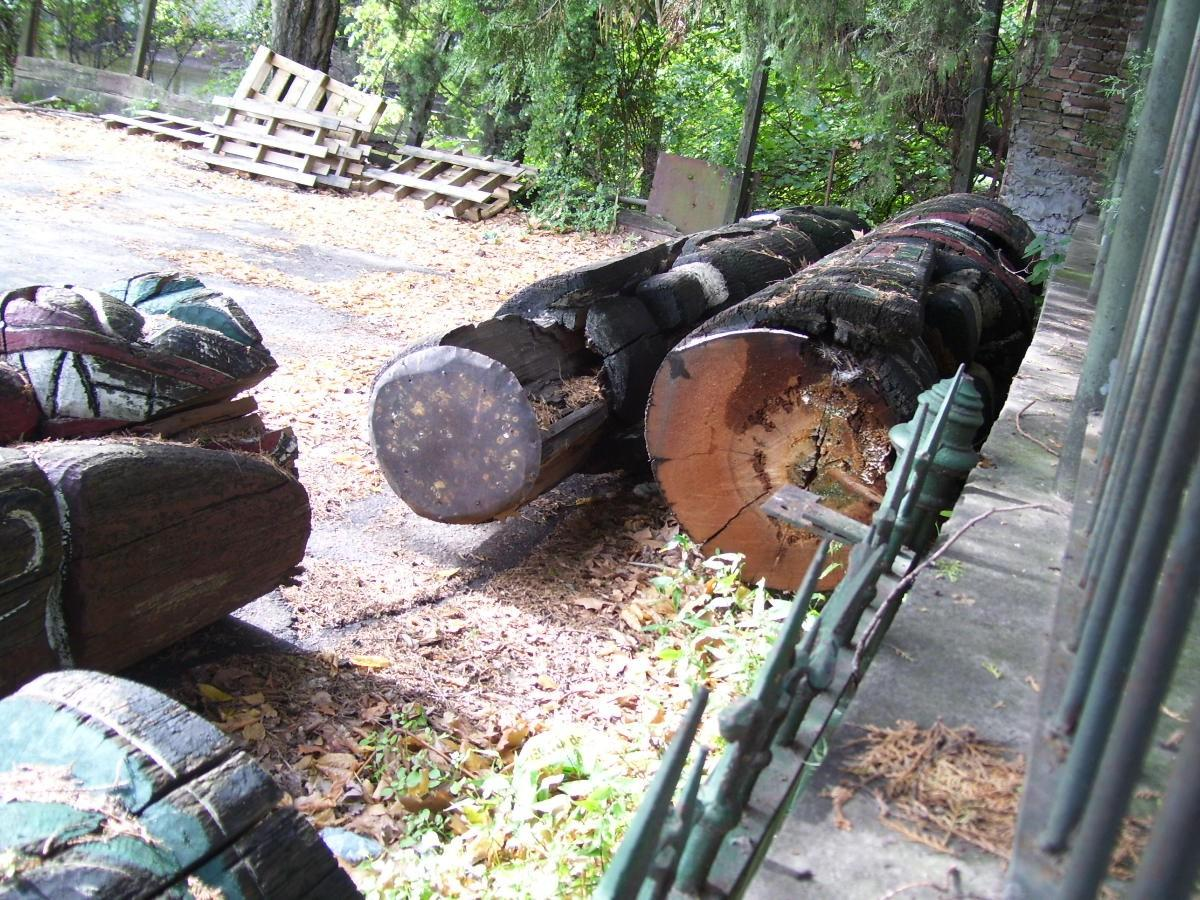
Restos del tótem original en el depósito de la Ciudad de Buenos Aires en 2011
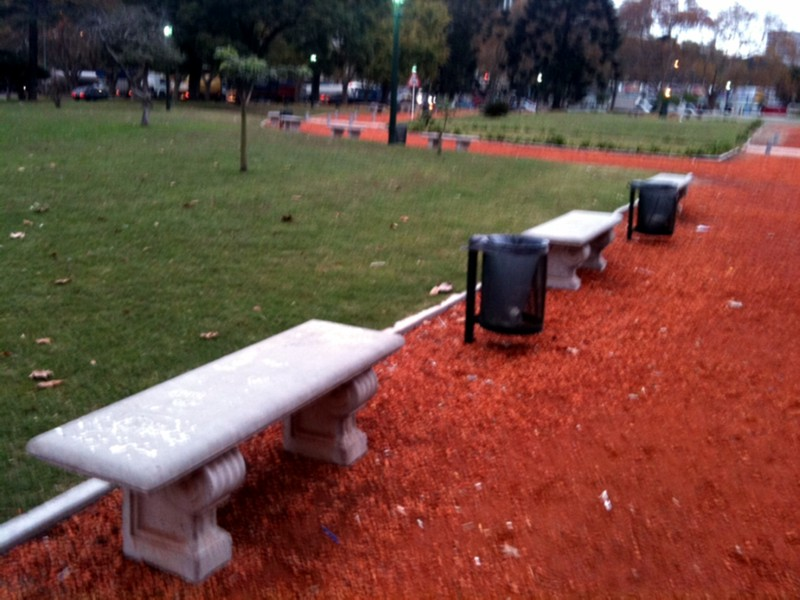
Caminos de polvo de ladrillo de Plaza Canadá en mayo de 2011

- Datos: Q6079457
- Multimedia: Plaza Canadá / Q6079457